# 新扎里齊克
47°30′25″N 29°48′4″E / 47.50694°N 29.80111°E
新扎里茨凱（烏克蘭語：Новозаріцьке）是位於烏克蘭西南部的村莊，由敖德萨州羅茲季利納區的扎哈里夫卡市鎮負責管轄。該村始建於1857年，面積1.06平方公里，海拔高度203米，2001年人口360，人口密度每平方公里339.62人。